# Cry About It Later
"Cry About It Later" (tạm dịch: "Khóc về điều ấy sau") là một bài hát được thu âm bởi nữ ca sĩ người Mỹ Katy Perry nằm trong album phòng thu thứ sáu của cô, Smile (2020). Đây là một bản nhạc pop được viết bởi Perry, Noonie Bao, Sasha Sloan, và do Oscar Holter đảm nhận phần sản xuất. "Cry About It Later" được phát hành dưới dạng đĩa đơn quảng bá tại Nga vào ngày 13 tháng 9 năm 2020, và phát hành toàn cầu vào ngày 23 tháng 4 năm 2021 với một phiên bản phối lại.
Một video hoạt hình cho phiên bản album của ca khúc đã được phát hành lên YouTube vào ngày 28 tháng 8 năm 2020 và có cảnh Perry đóng vai một nữ phù thủy đấu tranh để tìm kiếm tình yêu ở nam giới cho đến khi cô gặp một người phụ nữ ở cuối video, được cho là nữ ca sĩ người Barbados Rihanna. Video được đạo diễn bởi Sykosan và hoạt hình bởi Future Power Station. Bài hát nhận về nhiều ý kiến trái chiều từ các nhà phê bình âm nhạc, trong đó họ chủ yếu chỉ ra cách mà ca khúc tiếp theo của album, "Teary Eyes", giống hệt với "Cry About It Later" – sự trì hoãn nỗi buồn để có được niềm vui ngắn hạn.
DJ người Brazil Bruno Martini đã phối lại bài hát, trong đó có sự góp giọng của ca sĩ người Brazil Luísa Sonza. Phiên bản này của bài hát được phát hành vào ngày 23 tháng 4 năm 2021, kèm theo một video lời bài hát do Jay Sprogell đạo diễn.

## Danh sách bài hát
Tải kỹ thuật số / phát trực tuyến – Luísa Sonza và Bruno Martini remix
1. "Cry About It Later" (hợp tác với Luísa Sonza và Bruno Martini) – 2:39

## Xếp hạng
| Bảng xếp hạng (2020-21)                     | Vị trí cao nhất |
| ------------------------------------------- | --------------- |
| Hot Canadian Digital Song Sales (Billboard) | 34              |
| CIS (Tophit)                                | 738             |
| New Zealand Hot Singles (RMNZ)              | 8               |
| New Zealand Hot Singles (RMNZ) Remix        | 40              |

## Lịch sử phát hành
| Quốc gia       | Ngày                | Định dạng                         | Phiên bản | Hãng đĩa  | Nguồn |
| -------------- | ------------------- | --------------------------------- | --------- | --------- | ----- |
| Nga            | 13 tháng 9 năm 2020 | Contemporary hit radio            | Album     | Universal |       |
| Nhiều quốc gia | 23 tháng 4 năm 2021 | Tải kỹ thuật số • phát trực tuyến | Phối lại  | Capitol   | [ 6 ] |

### Trích dẫn
1. ↑  “Cry About It Later by Katy Perry, Luísa Sonza & Bruno Martini”. Lưu trữ bản gốc ngày 23 tháng 4 năm 2021. Truy cập ngày 11 tháng 5 năm 2021 – qua Apple Music.
2. ↑  “Katy Perry Chart History (Hot Canadian Digital Song Sales)”. Billboard. Truy cập ngày 11 tháng 5 năm 2021.
3. ↑  Katy Perry — Cry About It Later (bằng tiếng Anh). Tophit.  Truy cập ngày 11 tháng 5 năm 2021.
4. ↑  “NZ Hot Singles Chart”. Recorded Music NZ. ngày 7 tháng 9 năm 2020. Bản gốc lưu trữ ngày 14 tháng 9 năm 2020. Truy cập ngày 12 tháng 5 năm 2021.
5. ↑  “NZ Hot Singles Chart”. Recorded Music NZ. ngày 3 tháng 5 năm 2021. Bản gốc lưu trữ ngày 28 tháng 10 năm 2021. Truy cập ngày 1 tháng 5 năm 2021.
6. ↑  “Cry About It Later by Katy Perry, Luísa Sonza & Bruno Martini”. Bản gốc lưu trữ ngày 23 tháng 4 năm 2021. Truy cập ngày 11 tháng 5 năm 2021 – qua Apple Music.